# Α-Capricòrnids
Els α-Capricòrnids són una pluja de meteors que té lloc entre el 15 de juliol i el 10 d'agost. La pluja de meteors va ser descoberta per l'astrònom hongarès Miklos von Konkoly-Thege l'any 1871. Aquesta pluja presenta pocs meteors, i aquests són brillants. El cos parental és el cometa 169P/NEAT, el qual fou definit inicialment per Peter Jenniskens i Jeremie Vaubaillon com a l'asteroide 2002 EX12. D'acord amb Jenniskens i Vaubaillon, aquesta pluja de meteors va tenir lloc per primer cop ara fa entre 3500 i 5000 anys, quan aproximadament la meitat del cos parental es va desintegrar i es va convertir en pols. El núvol de pols va entrar a l'òrbita terrestre recentment, tot causant una pluja de meteors amb pics d'entre 2 i 5 meteors per hora, amb màxims d'entre 5 i 9 meteors per hora. Està previst que els α-Capricòrnids siguin una de les principals pluges de meteors entre l'any 2220 i 2420.